# Marie-Anne de Hohenzollern-Sigmaringen
La princesse Marie-Anne de Hohenzollern-Sigmaringen (en allemand, Maria Anna Elisabeth prinzessin von Hohenzollern-Sigmaringen), née le 30 septembre 1707 à Sigmaringen, et morte le 12 février 1783 à Bad Buchau, troisième enfant et fille unique de Meinrad II de Hohenzollern-Sigmaringen (1673-1715) et de Jeanne de Montfort (1678-1759) est un membre de la Maison de Hohenzollern-Sigmaringen.

## Biographie
En 1722, dès l'âge de quinze ans, Marie-Anne entre dans les ordres et devient chanoinesse à l'Abbaye impériale de Buchau (en) (aujourd'hui à Bad Buchau). Désignée comme "Küsterin" en 1759, elle meurt presque subitement à Bad Buchau - où elle était alors doyenne du chapitre des chanoinesses - le 12 février 1783 entre neuf et dix heures du soir.

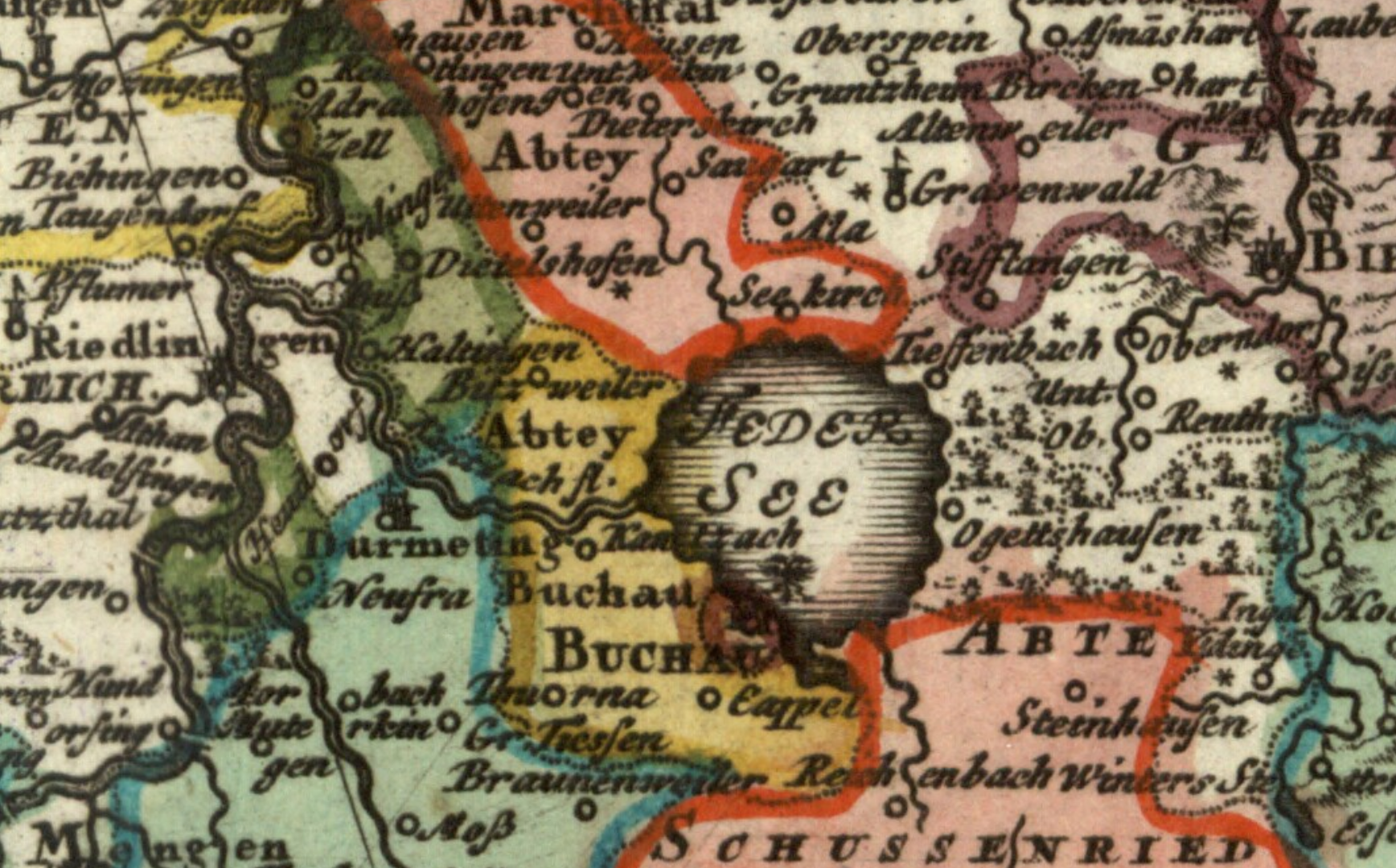
Détail d'une carte de 1742 situant l'abbaye de Buchau.

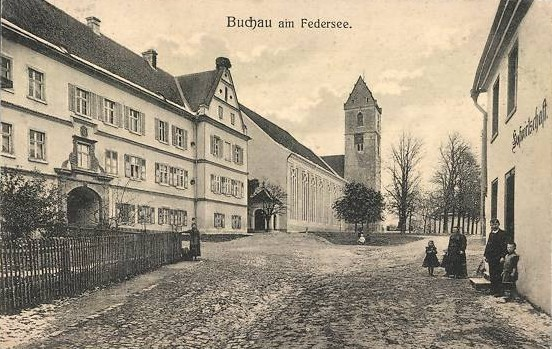
L'abbaye de Buchau vers 19000